# 9114 Hatakeyama
9114 Hatakeyama (tên chỉ định: 1997 CU19) là một tiểu hành tinh vành đai chính. Nó được phát hiện bởi Takao Kobayashi ở Ōizumi Observatory ở Ōizumi, Gunma Prefecture, Nhật Bản, ngày 12 tháng 2 năm 1997. Nó được đặt theo tên Hideo Hatakeyama, một nhà thiên văn nghiệp dư và kiến trúc sư người Nhật.